# Jacobo Árbenz Guzmán
Jacobo Árbenz Guzmán (14. září 1913, Quetzaltenango – 27. ledna 1971, Ciudad de México) byl plukovník a politik, který v letech 1944–1951 vykonával funkci ministra obrany a v letech 1951–1954 byl levicovým prezidentem Guatemaly, který se postavil proti panující bídě a zaostalosti země. 8 z 10 lidí v Guatemale v té době nemělo boty a 7 z 10 bylo negramotných. Árbenz sliboval indiánským bezzemkům půdu, aby nemuseli dál umírat hlady – v Guatemale 2 % obyvatelstva vlastnilo 70 % půdy. Své sliby také začal plnit. 17. 3. 1952 vyhlásil agrární reformy. Postihly ekonomická privilegia méně než 1000 vlastníků půdy, kteří ale vlastnili půlku země. Vyvlastnil 225 000 akrů neobdělané zemědělské půdy, z nichž část patřila americké United Fruit Company. Tato společnost tehdy měla monopolní postavení v guatemalském zemědělství. Americký státní tajemník USA (ministr zahraničí) John Foster Dulles a bratr ředitele CIA Allana Dullese, byl shodou okolností akcionář a právní zástupce této firmy. Proto obvinil Arbenzovu vládu, že je komunistická a v březnu 1954 byl tento zvolený prezident svržen pučem vyvolaným Spojenými státy, který organizovala CIA na příkaz prezidenta Eisenhowera pod kódovým označením operace PBSUCCESS, a nahrazen vojenskou juntou, vedenou plukovníkem Carlosem Castillem. Poté odcestoval do exilu. V roce 1955–56 strávil v politickém azylu několik měsíců i v Praze. Zemřel v exilu, v hlavním městě Mexika.
V této době v Guatemale také žil a jeho vládu podporoval tehdy neznámý Ernesto Guevara, později známý jako Che Guevara.